# Generation

En vanlig avgränsning av olika generationer sedan slutet av 1800-talet.

En generation (efter latinets generatio 'födande, alstrande'), ett släktled, är en grupp ungefär jämnåriga individer av en art. Personerna växer ofta upp tillsammans, som syskon, lek- eller klasskamrater, och tenderar ofta att ha snarlika konsumtionsvanor och värderingar.

## Biologi och demografi
Inom biologin och demografin definieras en generation eller generationstid i allmänhet som livslängden hos en genomsnittsindivid. Generationstiden ger bland annat viktig information om hur kapabel en stam är att återhämta sig efter en försvagning och dessutom kan sårbarhetsanalyser underlättas.

## Som allmänt begrepp
Det finns två olika typer av generationer, familjär eller kulturell. Familjär är den man oftast talar om och då handlar det om mor, far och mor- och farföräldrar. Det är ett släktled. Mor- och farföräldrar, föräldrar och barn är exempel på tre vanliga generationer.
Som tumregel kan man räkna med att det inom en människo-släkt går 3 på varandra följande generationer per 100 år.
När man talar om kulturell generation gäller det personer som är födda i olika decennier, till exempel 70-talister och 80-talister. Då är det inte nödvändigt att man på något sätt är släkt. 
Man talar även om olika generationer när det gäller vetenskap och utveckling, då en generation kan syfta på successiv förbättring i utvecklingen av en teknik som förbränningsmotorn, eller successiva iterationer av produkter med planerad föråldring, såsom spelkonsoler eller mobiltelefoner.

### Familjär generation
En familjär generation kan beskrivas som tid från moderns första barn till första barnbarn. I utvecklingsländer kan det vara 20 år i medeltal men upp till 30 år i andra länder.

### Kulturell generation med klyftor
När man delar in folk efter ålder handlar det ofta om "dagens ungdom" och att "det var bättre förr". Men kan lika väl handla om ”vi måste se framåt”. De är tydliga klyftor i vårt samhälle mellan generationerna. Man ser ofta olika på saker i samhället och ungdomar känner ofta en lång distans till de äldre. Samhället utvecklas ständigt och därför är det förståeligt att ungdomar och äldre generationer inte är speciellt lika varken i teori eller praktik.

### Social generation

USA:s babyboom ses här som den bredaste delen i ålderspyramiden för USA:s folkräkning år 2000.

En social generation är grupp av personer som föddes under samma tidsperiod och delar liknande kulturella erfarenheter.
Idén med en social generation, i den betydelse som vi använder idag, fick fäste under 1800-talet. Innan dess hade begreppet "generation" i allmänhet avsett familjeförhållanden, inte bredare sociala grupperingar. 1863 definierade den franske lexikografen Emile Littré en generation som "alla människor som lever vid ungefär samma tid."
När sedan 1800-talet skred fram stödde flera trender den nya generationstanken, av ett samhälle uppdelat i olika kategorier människor baserat på ålder. Dessa trender var alla kopplade till modernisering, industrialisering, eller ”förvästligande”, som hade förändrat bilden av Europa sedan mitten av 1700-talet. En trend var en förändring i mentaliteten när det gällde tid och social förändring. Den växande betydelsen av upplysningens idéer gjorde att idén att samhället och livet kunde förändras, och att civilisationen kunde gå utvecklas vidare. Detta uppmuntrade sambandet mellan ungdom och social förnyelse och förändring. Politisk retorik under 1800-talet fokuserade ofta på ungdomens förnyande kraft genom rörelser som Det unga Italien, Unga Tyskland (Vormärzdiktarna), Sturm und Drang, the Den tyska ungdomsrörelsen, och andra romantiska rörelser. Vid slutet av 1800-talet hade de europeiska intellektuella accepterat de nya tankarna på en värld termer av generationer, och i termer av ungdomsrevolt och enmancipation.
Två viktiga bidragande orsaker till förändringen i mentalitet var samhällets ändrade ekonomiska struktur. På grund av den snabba sociala och ekonomiska förändringen var i synnerhet unga män mindre benägna att se upp till sina fäder och familjeauktoriteter än de tidigare hade varit. En större social och ekonomisk rörlighet tillät dem att trotsa deras auktoritet i mycket högre grad än det traditionellt hade varit möjligt. Dessutom var deras fäders skicklighet och visdom ofta mindre värd eller användbar än tidigare på grund av tekniska och sociala förändringar. Under denna tid ökades perioden mellan barndom och det vuxna livet, som vanligtvis var förlagd vid något universitet eller i militärtjänstgöring, för många människor som gick in i tjänstemannasektorn. Denna kategori av människor var väldigt inflytelserik vid spridningen av idén med ungdomlig förnyelse.

## Generationsteori
Det är viktigt att etablera ett teoretiskt ramverk för att man ska kunna tala om generationer. Det samtida samhället accepterar lätt, rent av naturligt, tanken på generation som ett sätt att skilja ut eller jämföra. Idén om en generation är inte ny och hittas i äldre litteratur. Men det finns också psykologiska och sociala aspekter på betydelsen att tillhöra och identifiera sig som en generation.
Begreppet generation används också för att lokalisera särskilda grupper av människor i historiska och kulturella omständigheter, såsom "babyboomgeneration" (på engelska: "babyboomers"). Att studera generationer är ett fascinerande fenomen som inkluderar ett antal olika analysområden och analysnivåer.
Eftersom alla generationer har likheter, är det att förenkla att säga att de är lika. En rapport nyligen från Pew Research Center beskrev utmaningen i att studera generationer: "Generationsanalys har en lång och ansedd plats i social vetenskap, och vi lägger vår röst på dem som tror att det inte bara är möjligt, utan också mycket upplysande, att söka det unika och karakteristiska för en viss grupp amerikaner. Men vi vet också att detta inte är någon exakt vetenskap. Vi är medvetna om att det finns lika stora skillnader i attityder, värderingar, vanor och livsstilar inom en generation som det finns mellan generationer. Men vi är övertygade om att denna verklighet inte minskar betydelsen av generationsanalys, utan snarare ökar dessa rikedom och komplexitet."
Det viktiga är inte var någonstans gränsen för generationen dras, utan hur individer och samhällen tolkar gränserna och hur indelningen skapar processer och resultat. Emellertid är metoden att kategorisera åldersklasser användbar för forskare för att konstruera gränsdragningar i deras arbete.

## Generationer

- Gyllene generationen (beskriver en talangfull grupp spelare eller idrottare från samma land som fötts inom samma tidsspann)
- Förlorade generationen (generation av desillusionerade unga som präglats för livet av första världskrigets trauman)
- Baby boomers (födda under babyboomen mellan 1946 och 1964; "naiva idealister"[8]). Ibland delas generationen in i två faser:[8]
  - Rekordgenerationen (födda 1945–1954)
  - Generation Jones (födda 1955–1964)
- Generation X (födda på 1960-talet och 1970-talet, alternativt 1965–1974, "ironiska nomader"[8])
  - Ironiska generationen (födda på 1960-talet och 1970-talet)
- 70-talist
  - Generation Smurf (en beteckning som författaren Emma Hamberg använt om 70-talister)
- Generation Y (även MTV-generationen,[8] födda efter Generation X, ibland definierat som 1975–1984[8] alt. 1981–1996)
  - Millenniegenerationen (används ibland synonymt med Generation Y)
  - Generation ordning (täcker både Gen Y & Z – då födda 1985–1994 respektive 1995–2004; "seriösa traditionalister"[8])
- Generation Z (ibland Generation Yawn, 'Generation gäspning', födda efter Generation Y)[9][10]
- Generation Alfa